# Мозырский замок
Мозырский замок (бел. Мазырскі замак) — деревянное оборонительное и административное сооружение позднего средневековья в Мозыре. Существовал y XV—XVIII вв. на городище древнего Мозыря. Построен на месте укрепленного деревянного замка XIV в. Занимал мыс между широкими оврагами, которые прорезали высокий коренной берег Припяти.

## Описание
В XVI веке центральная часть Мозыря была обнесена острогом. В 1520—30-е годы разорен татарами. Около 1543 года был восстановлен деревянный замок с городнями и башнями. Четырёхгранные башни имели по семь боевых ярусов с подсебитьями, а сверху накрывались шатровой крышей. Стена с городней имела два боевых яруса и также имела подсебитье с боевой галереей (бланкованьем). Две городни были приспособлены для жилых целей. На замковом дворе стояла замковая церковь Спаса, несколько трёхкамерных домов (изба с клетью или изба-связь), скарбница, амбары (свираны), пивница и другие.
После перестройки в 1576 году имел 5 башен. В 1609 полностью сгорел, в 1613 восстановлен. В ходе военных действий XVII века замок неоднократно был разрушен и постепенно пришел y упадок. В XVIII веке Мозырский замок — парадный замково-дворцовый комплекс, который состоял из деревянного дворца в центре и хозяйственной зоны.
При исследовании на замчище обнаружены остатки жилой постройки XVI века с кафельной печью, сложенной из горшкового и коробчатого кафеля, украшенного геометрическим орнаментом.

### Музей
16 сентября 2005 года был открыт декоративно оформленный исторический центр «Мозырский замок», который представляет собой уникальный музей, где экспозицией является вся ландшафтная зона с архитектурно-планировочной застройкой. В трёх башнях разместились экспозиции: «Оружейная», «Охотничья», «Административная».